# جائحة فيروس كورونا في بونير 2020
جائحة فيروس كورونا في بونير 2020 هو جزء من الوباء الفيروسي العالمي المستمر لمرض فيروسات التاجية لعام 2019 (COVID-19)، والذي تم تأكيد وصوله إلى جزيرة بونير الكاريبية الهولندية في 16 أبريل 2020.

## الخلفية
في 12 يناير 2020، أكدت منظمة الصحة العالمية (WHO) أن فيروس كورونا جديد كان سببًا لمرض تنفسي في مجموعة من الناس في ووهان، خوبي، الصين، والذي تم إبلاغه إلى منظمة الصحة العالمية في 31 ديسمبر 2019.
كانت نسبة إماتة الحالات لـ COVID-19 أقل بكثير من مرض الالتهاب الرئوى الحاد لعام 2003، ولكن كان انتقال العدوى أكبر بكثير، مع إجمالي عدد القتلى.
بونير هي جزيرة صغيرة، ويجب إجراء اختبار COVID-19 في جزيرة كوراساو.

## الجدول الزمني
في 14 مارس 2020 ، أغلقت بونير أمام السفر الدولي، كما تم حظر السفن السياحية. تم السماح بالسفر إلى الخارج والمحلي بين جزر ABC. ألغت كوراساو جميع رحلات السفر باستثناء السكان المحليين وأخصائيي الشحن والأطباء اعتبارًا من 16 مارس.
خطأ لوا في وحدة:Medical_cases_chart على السطر 510: attempt to perform arithmetic on local 'lastDate' (a nil value).في 25 مارس 2020، تم إرسال ثمانية أخصائيين طبيين من المركز الطبي الأكاديمي في أمستردام إلى المستشفى في بونير وتم إرسال سيارتي إسعاف.
في 5 أبريل 2020، تم إغلاق المدارس في بونير. لا يزال هناك بعض الطلاب الذين يقومون باختباراتهم والذين ما زال عليهم أداء امتحان شفهي. وستستمر هذه الامتحانات في مجموعات من 10.
حتى 7 أبريل 2020، تم إجراء 26 اختبارًا كانت جميعها سلبية. ذكرت وزارة الداخلية وعلاقات المملكة الهولندية أن الجزر الست (أوروبا، بونير، كوراساو، سابا، سينت أوستاتيوس، سينت مارتن) تتعاون بشكل وثيق لضمان الرعاية الصحية الأساسية وأن الحكومة الهولندية تتفاوض مع كولومبيا من أجل رعاية.
في 10 أبريل 2020، تم نقل أجهزة التنفس والأدوية ومعدات الحماية إلى أوروبا وبونير وكوراساو بواسطة الحكومة الهولندية. ستحتوي الشحنة على 6 أسرّة وحدة العناية المركزة لبونير. تبلغ سعة وحدة العناية المركزة الحالية في مستشفى سان فرانسيسكو 15 سريرًا.
في 13 أبريل 2020، تم إرسال«السيدة كاريل دورمان» من دن هيلدر للمساعدة في المساعدات الغذائية ومراقبة الحدود والنظام العام. تم إعداد نقطة تنسيق في المارتينيك لتنسيق مراقبة الحدود في منطقة البحر الكاريبي الهولندية وفرنسا والمملكة المتحدة.
في 14 أبريل 2020، سيتم إعادة المجموعة الأولى من سكان بونير الـ 250 الذين تقطعت بهم السبل في الخارج.
في 16 أبريل 2020، أعلن ، حاكم جزيرة بونير، عن أول حالة لـ COVID-19 في الجزيرة. تم اختبار المريض الذي كان يعاني من أعراض خفيفة عدة مرات وكانت النتيجة غير حاسمة. كان المريض قد زار أوروبا منذ عدة أسابيع.
في 17 أبريل 2020، وصلت أول طائرتين مع عائدين إلى بونير. شاهد عدد كبير من الأشخاص بما في ذلك Rijna الوصول أيضًا. لأنها كانت المرة الأولى التي تهبط فيها طائرة بوينج 777 كبيرة في مطار فلامنغو الدولي. سيتم عزل العائدين لمدة 14 يوما.
في 20 أبريل 2020، تم الإعلان عن حالة ثانية. كان المريض على اتصال بالحالة الأولى التي تعافت بالفعل.
21 أبريل 2020، منعت في مجلس الرقابة المالية في بونير (السلطة المالية الإشرافية) محاولة الهيئة العامة في بونير لإدراج 6.3 مليون دولار في الميزانية.
في 22 أبريل، وصل مستشفى ميداني شبه دائم إلى سينت أوستاتيوس، وسيتم استخدامه لمرضى COVID-19 في بونير وسينت أوستاتيوس وسابا. يتكون المستشفى الميداني من ستة أسرة وحدة العناية المركزة، ومن المتوقع أن يتم تشغيلها في 15 مايو.
في 25 أبريل، تمت دعوة الصحافة للتواجد في فريق سياسة الجزيرة (EBT) الذي تم إعداده لإدارة الأزمة. تتكون ETB من حاكم الجزيرة ووفد من الفريق الأزرق (الشرطة) والفريق الأبيض (الرعاية الصحية) والفريق الأحمر (قسم الإطفاء) والفريق البرتقالي (الخدمة المدنية).
وللتخفيف من المصاعب الاقتصادية، سيتم تعيين التعرفة الثابتة للكهرباء والمياه على الصفر، وسيتم تحديد سعر الإنترنت إلى 25 دولارًا من 1 مايو حتى نهاية العام. وستتلقى الجزيرة أيضًا 200.000 يورو من المساعدات الغذائية.